# Шон Доннгайлех ан Диомиус мак Куинн Бакайг
Шейн О’Нилл, также известен как Шейн Гордый (Шон Доннгайлех ан Диомиус мак Куинн Бакайг) (ирл. — Seán Donnghaileach, Seán an Diomuis mac Cuinn Bhacaigh) (ок. 1530 — 21 июня 1567) — король Тир Эогайна из династии О’Нилл в Ольстере (1559—1567), младший сын Конна Бакаха (1480—1559), короля Тир Эогайна и графа Тирона, от первого брака с Элис Фицджеральд.

## Биография
Шейн О’Нилл был младшим сыном короля Тир Эогайна Конна Бакаха О’Нилла (1513—1559) от первого брака с Элис Фицджеральд, дочерью Джеральда Фицджеральда, 8-го графа Килдэра (1456—1513).
Англия стремилась распространить свой контроль над всей Ирландией. Для привлечения на свою сторону ирландских племенных вождей английское правительство начало предоставлять им английские дворянские титулы, подарки и новые владения. Взамен ирландские вожди приносили ленную присягу на верность королю Англии, вынуждены были отказываться от своих древних титулов, обязывались соблюдать английские обычаи и законы, отказывались от римско-католической веры и принимали англиканство.
В 1542 году король Тир Эогайна Конн Баках О’Нил совершил поездку в Англию, был принят в Гринвиче королём Генрихом VIII Тюдором и принес ему оммаж за свои ирландские владения. Взамен английский король сделал Конна Бакаха пэром Ирландии, пожаловав ему титул 1-го графа Тирона. Во время поездки в Англии Конна сопровождал его незаконнорождённый сын Фэрдорха (Мэттью). В том же году ещё до поездки Конна его старший сын Фелим Каох О’Нилл (1517—1542) был убит в Ольстере своим врагом Гиллеспиком Макдоннелом. Английский король Генрих VIII пожаловал Мэттью титул барона Данганнона с правом наследования графский титул после смерти своего отца. Это вызвало недовольство Шейна О’Нилла, младшего сына Конна от первого брака. Согласно гэльским обычаям, преемником племенного вождя должен был его прямой мужской родственник по системе танистри.
Мать Шейна леди Элис Фицджеральд, 1-я жена графа Тирона, была дочерью Джеральда Фицджеральда, 8-го графа Килдэра. Когда его мать умерла, Шейн был ещё в подростковом возрасте. По гэльским обычаям он был передан отцом на воспитание в клан О’Донелли. Вторично Конн О’Нил женился на Элис О’Нил, дочери Хью О’Нил из Кландебоя. В 1542 году Конн Баках О’Нил получил от английского короля Генриха VIII Тюдора титул графа Тирона. Его сын Фэрдорха (Мэттью) О’Нил, сопровождавший отца во время поездки, получил титул барона Данганнона и право на наследование графского титула после смерти своего отца. До 16 лет Мэттью считался сыном кузнеца из Дандолка. Его мать Элисон Келли была любовницей короля Конна Бакаха О’Нила. Признание Мэттью О’Нила наследником отца вызвало недовольство его законного сына Шейна О’Нила.
Когда Конн О’Нил получил титул 1-го графа Тирона, его сын Мэттью был объявлен наследником Конна по английским законам, а все остальные сыновья Конна, в том числе и Шейн, лишались прав на наследство. Фэрдорха (Мэттью) был пожалован титул барона Данганнона, он был признан наследником своего отца в качестве будущего 2-го графа Тирона. В 1558 году Фэрдорха попал в засаду и был убит агентами своего сводного брата Шейна. Через несколько месяцев, в 1559 году, скончался и Конн Баках О’Нилл, граф Тирон, отец Шейна. На графство стал претендовать Бриайн О’Нилл (ум. 1562), 2-й барон Данганнон, старший сын убитого Мэттью и внук Конна Бакаха. В 1562 году Бриайн О’Нил погиб в стычке со своим родственником Турлохом Луйнехом О’Нилом. После гибели Бриайна на графский титул стал претендовать его младший брат Хью О’Нил (1550—1616), который с 1559 года по распоряжению английского наместника сэра Генри Сидни воспитывался в Пейле.
После смерти отца Конна Бакаха О’Нила (1559) Шейн О’Нил, ставший новым королём Тир Эогайна в Ольстере, возглавил могущественный и влиятельный ирландский клан О’Нил. Английское правительство отказалось признавать Шейна вождем Ольстера и главой клана О’Нил.
Первоначально английская королева Елизавета Тюдор была склонна примириться с Шейном, который после смерти отца фактически стал главой клана О’Нил, и собиралась признать его в качестве преемника Конна Бакаха О’Нила, графа Тирона. Но Шейн О’Нил отказался встретиться с английским наместником, Томасом Радклиффом, 3-м графом Сассексом, отказавшимся предоставить ему гарантии безопасности. После этого английское правительство признало Бриана О’Нила, 2-го барона Данганнона, племянника Шейна, новым графом Тирона и преемником своего деда. Граф Сассекс пытался разжечь вражду между кланами О’Доннел, правителями Тирконнелла, и О’Нил, правителями Тир Эогайна. Но Шейн расстроил этот план, в 1561 году захватив в монастыре Калву О’Доннелла, старшего сына и наследника Мануса О’Доннелла, короля Тирконнелла. 8 июня 1561 года граф Сассекс объявил Шейна О’Нила предателем и начал против него военные действия. 18 июля того же года в битве у Ред Сагумс граф Сассекс, вторгшийся глубоко территории О’Нил, был разгромлен Шейном. Королева отправила графа Килдэра на переговоры с Шейном, который требовал полного вывода английских войск из его владений. Не добившись успеха в войне против Шейна, Томас Радклифф, граф Сассекс, попытался в 1561 году умертвить его при помощи отравленного вина.
Английское правительство подписало мирный договор с Шейном О’Нилом, согласившись выполнить практически все его требования. Со своей стороны Шейн также пошёл на некоторые уступки англичанам. Он согласился прибыть с визитом в Лондон, чтобы предстать перед Елизаветой Тюдор, и попросил руки леди Фрэнсис Радклифф (ум. 1602), сестры ирландского наместника, графа Сассекса.
4 января 1562 года Шейн О’Нил прибыл в Лондон в сопровождении графов Ормонда и Килдэра, которые служили гарантами его безопасности. Шейн принес ленную присягу на верность английской королеве Елизавете Тюдор, которая согласилась признать его главой клана О’Нилл и 2-м графом Тироном. Его соперник и племянник, Бриайн О’Нилл, 2-й барон Данганнон, был убит в апреле 1562 года Турлохом Луйнехом О’Ниллом, танистри Шейна. Однако английское правительство не подтвердило передачи графского титула Шейну, который вынужден был защищать свои владения в Ольстере от нового королевского наместника, сэра Генри Сидни.

## Война в Ольстере
В это время в Ольстере было три крупных члена семьи О’Нил — Шейн, сэр Турлох и Брайан, барон Данганнон. Турлох Луйнех был избран танистом (наследником) Шейна. Во время пребывания Шейна в Лондоне Турлох убил его главного соперника и племянника Бриана О’Нила, старшего сына Мэттью О’Нила. После своего возвращения в Ирландию Шейн О’Нил быстро восстановил свою власть и, несмотря на протесты Сассекса, возобновил борьбу против кланов О’Доннелл и Макдоннел, чтобы заставить их признать гегемонию рода О’Нил в Ольстере.
Выступая против клана Макдоннелов, Шейн объявил, что он служит королеве Англии в борьбе против шотландцев. Он нанес поражение Сорли Бою Макдоннелу в битве при Колрейне в 1564 году, а в следующую году вторгся в Глиннс. 5 мая 1565 года в битве при Глентаси, в окрестностях Балликасла, Шейн разгромил войско Сорли Боя Макдоннелла и его брата Джеймса, которые были взяты в плен. Шейн также захватил замок Данлюс, резиденцию клана Макдоннелов в Антриме. Эта победа значительно укрепила позиции Шейна О’Нила. Он разорил Пейл, потерпел неудачу под Дандалком, заключил перемирие с Макдонеллами и обратился за помощью к графу Десмонду. Англичане вторглись в Донегал и восстановили власть клана О’Доннелл. Джеймс Макдоннел скончался сразу после взятия в плен 5 июля 1565 года, а его брат Сорли Бой Макдоннел оставался в плену Шейна до 1567 года, сумев добиться его доверия.
Шейн О’Нил безуспешно пытался найти поддержку за границей у внешних врагов Елизаветы: просил французского короля Карла IX прислать в Ирландию армию 5-6 тыс. чел), чтобы помочь ему изгнать англичан из Ирландии, и обещал за это подчиниться Карлу, предлагал шотландской королеве Марии Стюарт ирландский королевский престол.

## Браки
Браки среди ирландской знати XVI века заключались, чтобы закрепить политические союзы между крупными или враждебными родами. Если альянс распадался, жена получала развод и могла вернуться к отцу. Первой женой Шейна была Кэтрин, дочь Джеймса Макдональда из Даннивега, лорда Островов. Это брак был заключен в 1550-х годах, когда Макдоннелы оказывали военную помощь Шейну в противостоянии с его отцом Конном Бакахом, графом Тироном.
Позднее Шейн развелся с Кэтрин, чтобы вступить в союз с кланом О’Доннелл в Тирконнелле. Он женился вторым браком на Маргарет О’Доннел, дочери лорда Тирконнелла Мануса О’Доннела (ум. 1564). Вскоре Шейн начал борьбу с О’Доннелами и развелся с Маргарет. В ходе последовавшего конфликта Шейн захватил в плен и заключил в темницу её брата Калву О’Доннела.
Король Тирконнелла Калва О’Доннел был женат на Кэтрин, вдовствующей графине Аргайл и дочери Гектора Мора Маклина (1497—1568) из клана Маклин (Маклейн). Первым мужем Кэтрин был Арчибальд Кэмпбелл, 4-й граф Аргайл (1507—1558). В течение ряда лет Шейн держал Калву и его жену в своём замке на берегу озера Лох-Ней. Во время пленения Калвы О’Доннелла его супруга стала любовницей Шейна. После освобождения из плена своего мужа Калвы Кэтрин отказалась уехать вместе с ним и осталась с Шейном. В 1563 году Гектор Мор Маклин, отец Кэтрин, согласился на брак между Шейном и Кэтрин.
В период с мая по июнь 1567 года, когда Шейн пытался вести переговоры о военном союзе с Макдоннелами, он обсуждал возможность его развода с Кэтрин Маклин, чтобы жениться на своей новой любовнице Агнессе Кэмпбелл, вдове Джеймса Макдональда. Агнесса была захвачена вместе со своим мужем Шейном в 1565 году в битве при Глентаси. Агнесса была незаконнорождённой сестрой Арчибальда Кэмпбелла, 4-го графа Аргайла, первого мужа Кэтрин Маклин.
2 июня 1567 года Шейн О’Нил был убит в замке Кара в Кушендане Макдоннелами, с которыми он вел переговоры о заключении военного союза. Вместе с Шейном находились его жена Кэтрин и её дети. После гибели Шейна Кэтрин с детьми бежала через реку Банн в лес Кленконкейн, где они попали под защиту вождя О’Нил в Кландебое. Оттуда Кэтрин с детьми перебралась в замок Дуарт на острове Малл, под защиту своего брата.

## Сыновья Шейна — Мак Шейны
Шейн имел, по крайней мере, десять сыновей от своих жен:
- Шейн Ог О’Нил (ум. 1581), танист Турлоха О’Нила (1579). Его матерью была Кэтрин Макдоннел
- Генри Макшейн О’Нил (ум. 1622), получил большое поместье в графстве в графстве Арма. Его матерью была Кэтрин Макдоннел. Отец сэра Генри О’Нила Макшейна и Кона Боя Макшейнаи
- Конн Макшейн О'Нил (1565—1630), его матерью была Кэтрин Маклин либо дочь Шейна Ога Магуайра. В 1583 году он вторгся в Ольстер во главе 3-тысячного шотландского войска. В 1580-х годах Конн занимал пост таниста Турлоха О’Нила. Во время Девятилетней войны Конн сражался против своего двоюродного брата, графа Тирона, получив в награду от английских властей большие поместья в графстве Фермана. Два его внука стали испанскими графами.
- Турлох О’Нил (ум. 1598), мать — Кэтрин Макдоннел
- Хью Гавелох О’Нил (ум. 1590), наиболее популярный из Макшейнов. Во главе войска клана Маклин вторгся в Ольстер, добиваясь для себя титула вождя семьи О’Нил, но был схвачен и повешен по приказу своего кузена Хью, графа Тирона
- Нил О’Нил, его матерью, возможно, была Кэтрин О’Доннелл
- Арт О’Нил (ум. 1592), мать — Кэтрин Маклин.
- Брайан Лайгнех О’Нил (ум. после 1598), его матерью была Кэтрин Маклин
- Эдмонд О’Нил, погиб в борьбе против Хью О’Нила, графа Тирона
- Хью Макшейн О’Нил (ум. 1621), начальник септа Макшейн О’Нил в Кленконкейн, мать — Кэтрин Маклин
- Кормак О’Нил (ум. после 1603), мать — Кэтрин Маклин

## Поражение и смерть
В мае 1567 года Шейн О’Нил был наголову разгромлен в битве при Фарсетморе, в окрестностях Леттеркенни, Хью О’Доннелом, королём Тирконнелла. Сам Шейн спасся бегством и отправился к своим бывшим врагам, Макдоннелам. В замке Кара, возле Кушендан, на побережье Антрима, Шейн О’Нил был убит 2 июня 1567 года здесь Шейн О’Нил был убит Макдоннеллами. Уильям Пирс, сенешаль Кландебоя и командир английского гарнизона в Каррикфергусе, прибыл в Кушендан, откуда доставил голову Шейна и доставил её в Дублинский замок.
Англичане представляли Шейна О’Нила как жестокого и необразованного дикаря. Шейн О’Нил был жестоким, но блестящим политиком и тактиком. Калва О’Доннелл, пленник Шейна, утверждал, что он подвергался постоянным пыткам в заключении. Тем не менее, жена Калвы О’Доннелла, Кэтрин Маклин, стала его любовницей. В 1563 году Шейн женился на ней и имел от неё несколько детей. Смерть Шейна была с восторгом встречена в Лондоне.
Преемником Шейна стал его танист и родственник Турлох Луйнех О’Нил (1532—1595), который через несколько месяцев женился на Агнессе Кэмпбелл (1526—1601), любовнице Шейна и дочери Арчибальда Кэмпбелла, 4-го графа Аргайла. Двое сыновей Шейна стали танистами в правление Турлоха Луйнеха.